# Hrby (přírodní rezervace)
Hrby jsou přírodní rezervace ležící západně od obce Vráž v okrese Písek a chráněná pro výskyt zbytků přirozených smíšených listnatých porostů s doprovodnou květenou. Rezervace se nachází v okolí stejnojmenného kopce Hrby vysokého 498 metrů nad mořem. Jihovýchodně od rezervace přibližně 500 metrů se nachází další přírodní rezervace zvaná Čertova hora u Vráže.
Lesy jsou tvořeny přirozeným porostem lipových bučin a suchomilných habrových doubrav. Vyskytuje se zde buk lesní, lípa malolistá a z menší části i dub zimní a habr obecný. Odhaduje se, že stromy na lokalitě jsou až přes 210 let staré. V bylinném patře roste dvojice ohrožených rostlin v podobě lilie zlatohlavé a vemeníku dvoulistého. Ze zvířat se zde hojně vyskytuje převážně ptactvo, které využívá staré stromové patro, kde hnízdí. Vyskytují se zde lejsek malý, kulíšek nejmenší, holub doupňák a čáp černý.
Rezervace je dostupná lesními cestami a taktéž značenou červenou turistickou stezkou tvořící okruh kolem Vráže.

## Lokalita

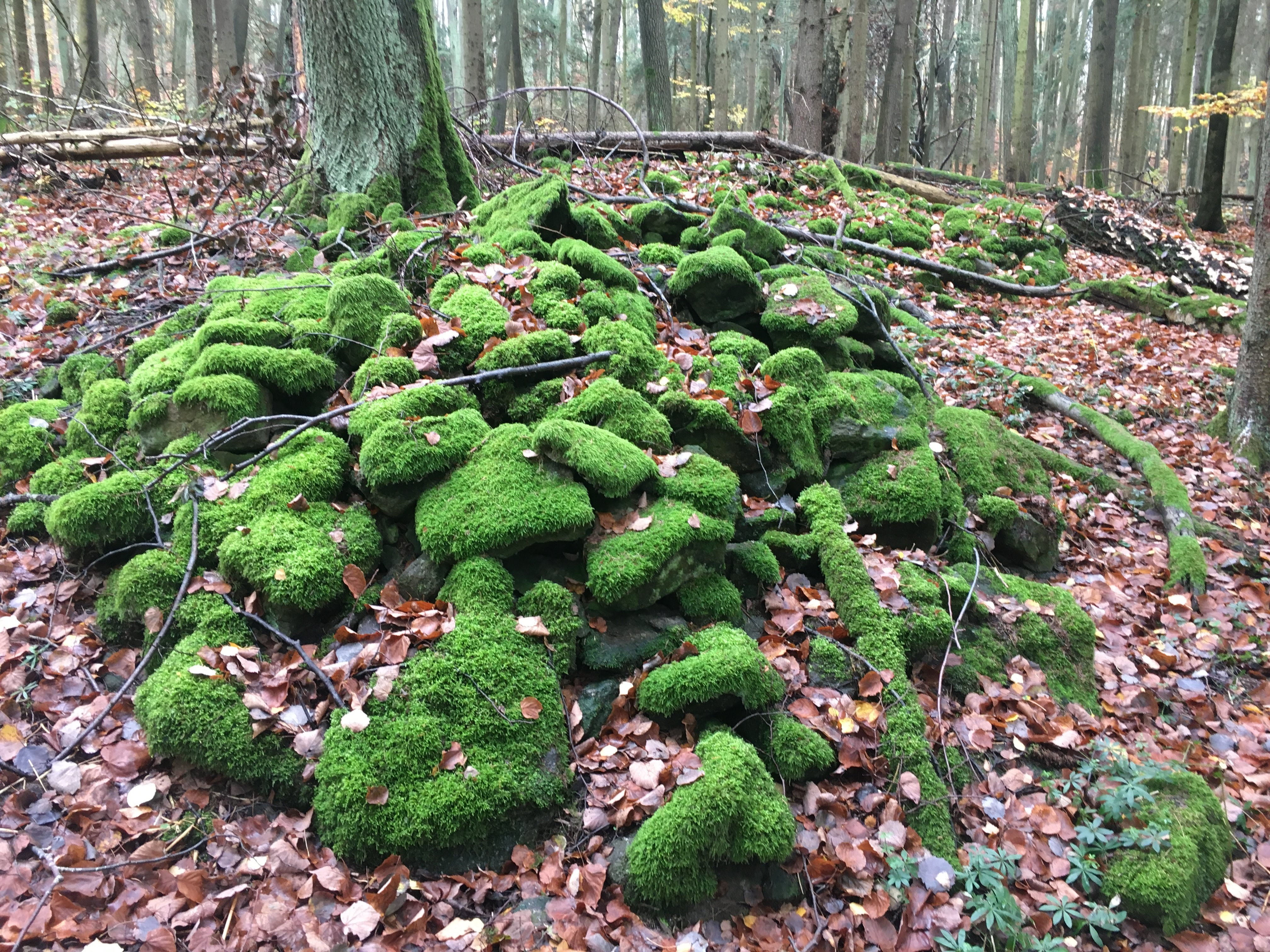
Snosy kamení

Přírodní rezervace Hrby se nachází v Jižních Čechách, okres Písek. Najdeme ji přibližně 3 km severozápadně od obce Vráž.
Lokalita je přístupná jak z obce Vráž, tak i z obce Malčice.
Výměra přírodní rezervace je 27,17 ha. S ochranným pásmem širokým padesát metrů je součástí ptačí oblasti Údolí Otavy a Vltavy. Rezervace leží v nadmořské výšce 452–502 metrů. Nejvyšší bod rezervace jsou Hrby.

## Historie
Přírodní rezervace byla vyhlášena v roce 1973. Ochrana vede k udržení bukodobuvého až dubobukového stupně.
Do konce 18. století tvořil lesní komplex především původní listnaté porosty v revíru Čížová. Porosty v tomto revíru byly poskládány především směsi buku a lípy. Později byly vytěženy kvalitnější dřeviny a postupně dosazovány jehličnany, pouze na pasekách se nechávali stát kvalitní výstavky z půdních porostů.
Na některých částech rezervace jsou patrné snosy (tj. hromady kamení).
Ve 20. století byla snaha o přeměně smíšeného lesa na les jehličnatý a koncem 30. let se začaly listnaté lesy chránit. V letech 2001 – 2010 bylo o lokalitu pečováno střediskem v Českých Budějovicích pod záštitou Agentury Ochrany přírody a krajiny ČR.

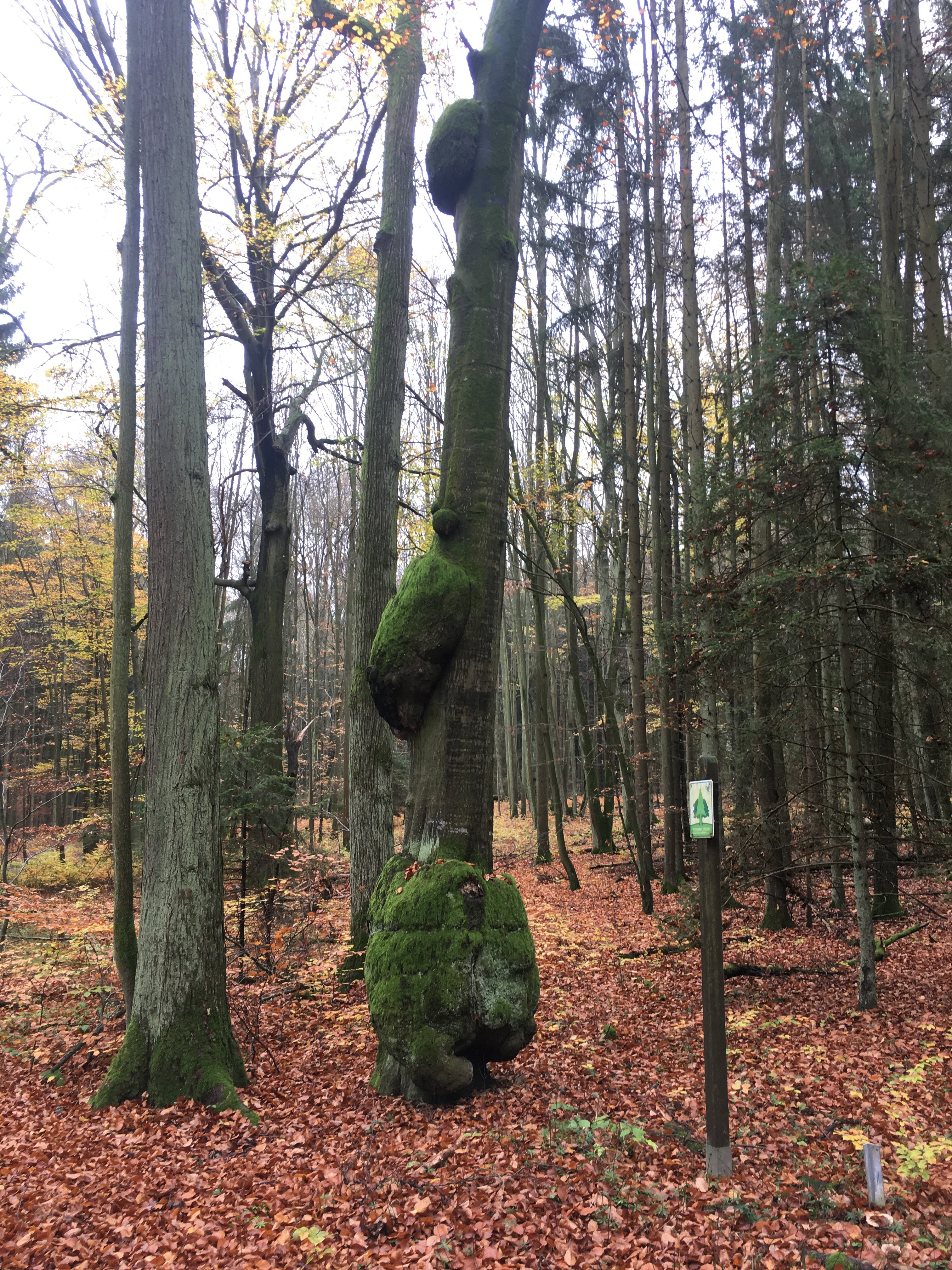
Památný strom

## Přírodní poměry
Hrby můžeme zařadit do lesního komplexu severvě od Písku, přibližně 2,5 km od obce Vráž. Vráž spadá na katastrální území Zlivice. Rezervace se nachází v Horažďovické pahorkatině.

### Geologie
Struktura terénu se značí dvěma hřeby oddělenými mělkým sedlem. Základ horninové části přírodní rezervace je biotitický granodiorit zvíkovského typu, taktéž sem zasahuje amfibol-biotitický středně zrnitý, červenského typu. Na plochých hřbetech a na východním svahu vystupují žíly biotitické a dvojslídné žilné žuly. Půda je zde bohatá na humózní hnědozem mezotrofního (eutrofního) typu. Z hlavního plochého hřbetu vybíhají k západu dva nízké nevýrazné hřbety, jeho východní svahy jsou členěny několika vodními toky, které se objevují periodicky.

### Hydrologie
Na území přírodní rezervace Hrby se nachází dva bezejmenné potoky. Jeden z potoků vtéká do rybníka Koželuh, který leží necelých 200 m od rezervace Hrby. Potok následně pokračuje do Jesenického potoka, kde se vlévá do řeky Lomnice, ta následně pokračuje do Otavy, Vltavy a Labe. Tyto řeky ústí do Severního moře.

### Flora
Většina plochy je tvořena přirozenými porosty submontánních (podhorských) lipových bučin. Převládá zde lípa malolistá (Tilia cordata) a buk lesní (Fagus sylvatica) s hojnou příměsí smrku ztepilého (Picea abies), borovice lesní (Pinus sylvestris) a habru obecného (Carpinus betulus). Vzácně se objevuje lýkovec jedovatý (Daphne mezereum). Na kamenitých hřbetech je vytvořeno společenstvo dubohabřin (sv. Carpinion). Jádrem rezervace je starý porost lípy a buku s příměsí smrku, borovice a dubu zimního (Quercus petraea) ve věku od 180–250 let, místy již ve stádiu rozpadu. V severní části území se vyskytují skupinky mladších porostů 50–80 let s převahou smrku. Mimo jiné se zde vyskytují i kostřava různolistá (Festuca heterophylla), lilie zlatohlavá (Lilium martagon) a vemeník doulistý(Platanrheta bifolia).

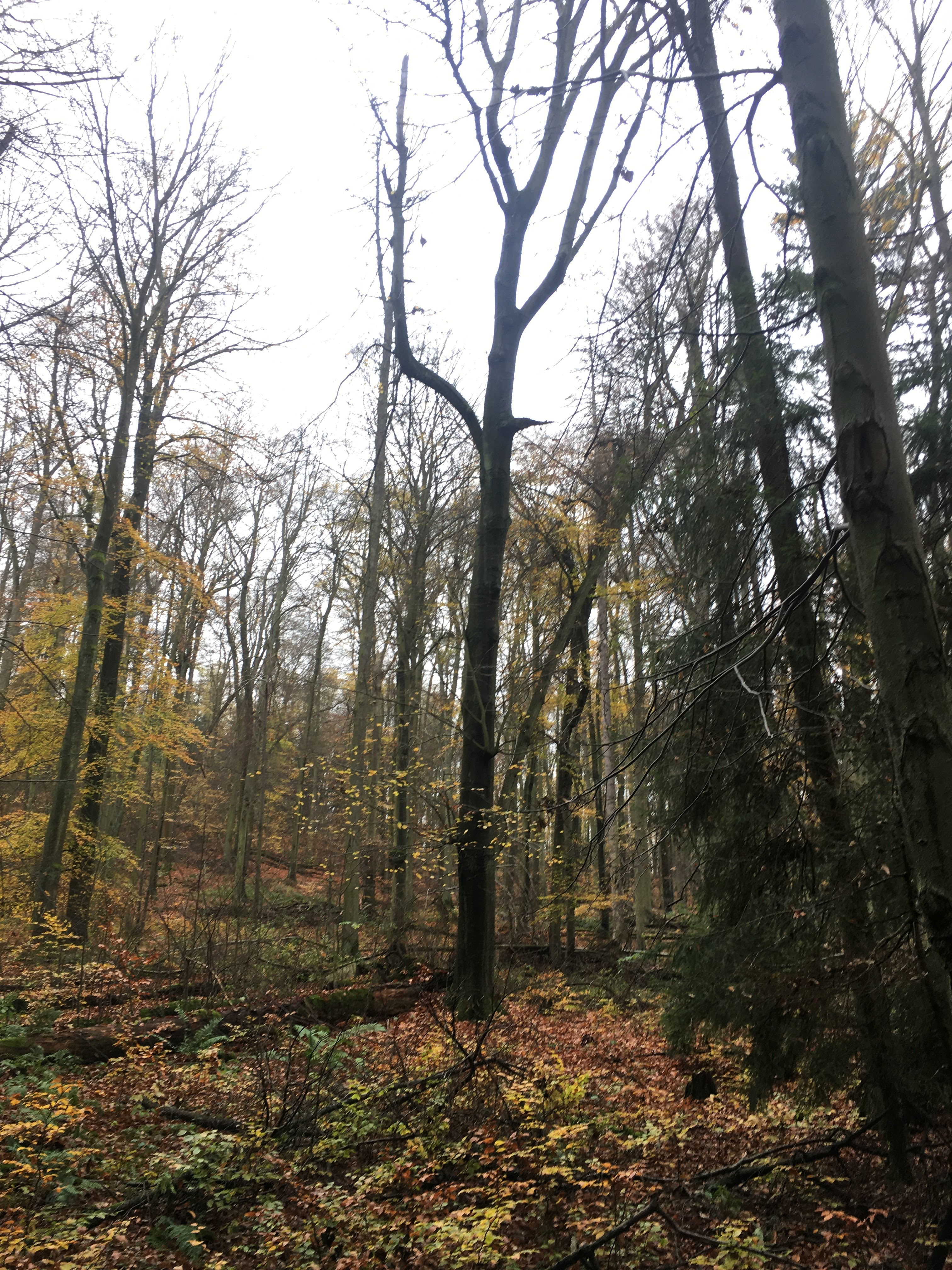
Přírodní rezervace Hrby

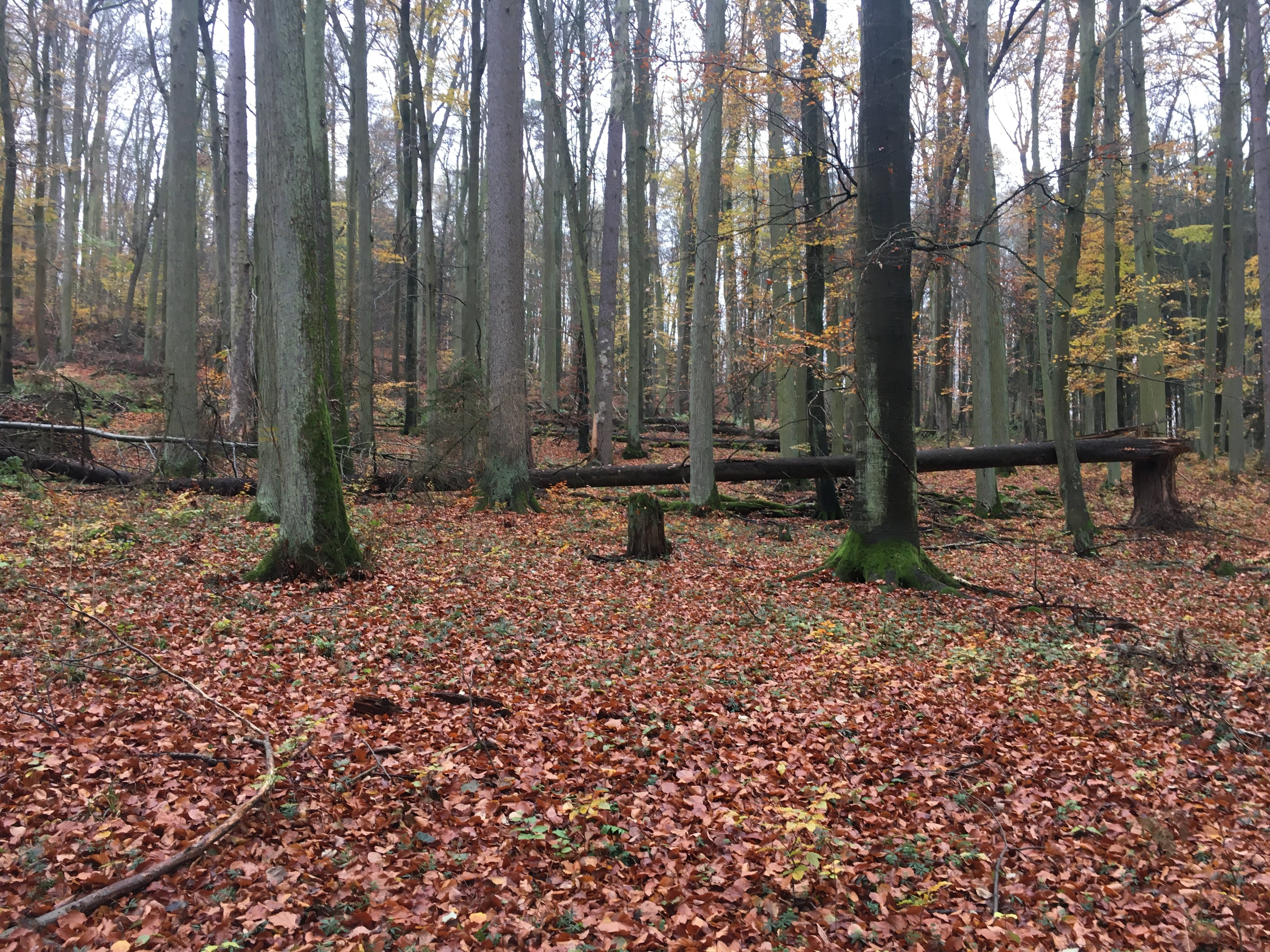
Smíšené listnaté stromy v přírodní rezervaci Hrby

### Fauna
V přírodní rezervaci se hojně vyskytují brouci, kteří žijí na odumírajících stromech a stromových houbách jako např. drabík (Rugilus mixtur), pestrokrovečník (Filous elongatus), červotoč (Dorcatoma robusta) a tesařík (Grammoptera abdominalis). Věnujme pozornost i fauně dvoukřídlích, která je taktéž velmi bohatá. Na jediné české lokalitě tu byly zjištěny bedlobytky (Trichonta venosa a Platurocrypta punctum) nebo například vrtalka (Phytomyza abdominalis). Jediný teplomilný druh žijící v jihočeském kraji je stlačenka (Platypeza consobrina).Výskyt pestřenky (Temnostoma apiforme) je v Čechách omezen jen na několik lokalit. Žije zde také martináček bukový (Aglia tau) – motýl charakteristický pro bučinu.
Přírodní rezervace se nachází v ptačí oblasti Údolí Otavy a Vltavy. Z pohledu zoologie je tato lokalita velmi bohatá ornitocenóza. V přírodní rezervaci je ke spatření mnoho druhů datlovitých ptáků jako např. strakapoud prostřední (Dendrocopos medius), strakapoud malý (D. minor), strakapoud velký (D. major), datel černý (Dryocopus martius) a žluna šedá (Picus canus). Můžeme zde zahlédnout i čápa černého (Ciconia nigra), holuba doupňák (Columba oenas), lejska černohlavého (Ficedula hypoleuca) anebo lejska malého (Ficedula parva).

## Ochrana
Není zde vyhlášené ochráněné pásmo, výměru ZCHÚ tvoří tedy pás do vzdálenosti 50 m od hranice zvláště chráněného území. Záměr přírodní rezervace je zachování přirozených lesních společenstev a jejich ochrana. Prvotní listnaté, smíšené porosty jsou zde ponechány bez zásahu. Z velké části smrkové porosty jsou káceny ve prospěch listnatých dřevin.

## Turismus

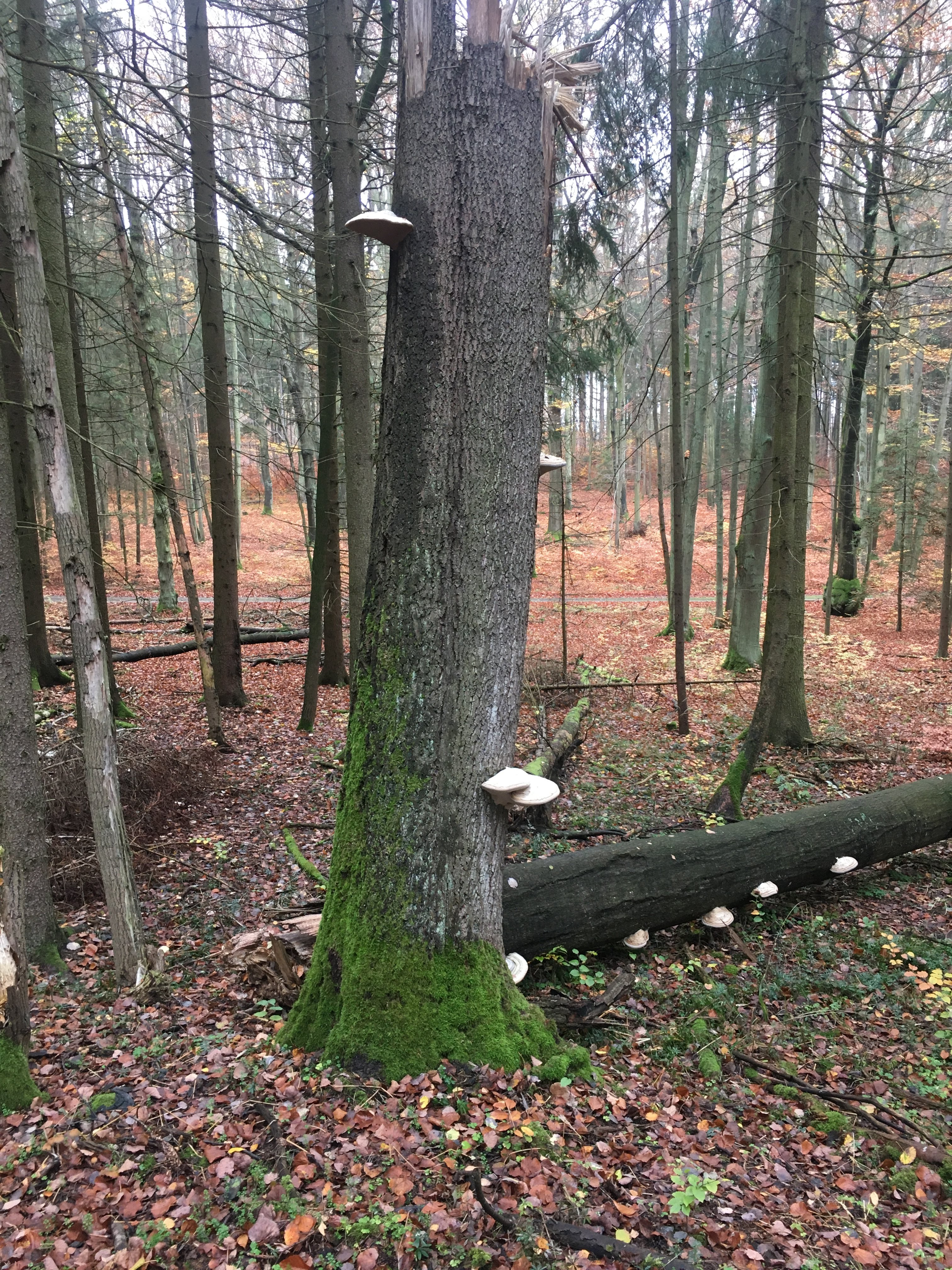
Přírodní rezervace a její flora

K přírodní rezervaci se může vyrazit z obce Vráž, kde se orientujete po turistických značkách červené barvy, která vede po lázeňské stezce. Poblíž přírodní rezervace se nachází i dřevěný altan,který je na jihovýchodní straně přírodní rezervace.